# اواس‌اس ۱۱۷: از آفریقا با عشق
او اس اس ۱۱۷: از آفریقا با عشق (OSS 117: Alerte Rouge en Afrique Noire) فیلم به کارگردانی نیکلا بیدوس است. این فیلم به عنوان فیلم اختتامیه جشنواره کن ۲۰۲۱ انتخاب شد. این فیلم دنباله فیلم‌های او. اس. اس ۱۱۷: قاهره، آشیانه جاسوسان و او. اس. اس ۱۱۷: گم‌شده در ریو است.